# Cuiciuna rectilinea
Cuiciuna rectilinea là một loài bọ cánh cứng trong họ Cerambycidae.